# دی‌کلرودی‌فلوئورومتان
دی‌کلرودی‌فلوئورومتان (به انگلیسی: Dichlorodifluoromethane) با نام تجاری فرئون (Freon-12) یک ترکیب شیمیایی با شناسه پاب‌کم ۶۳۹۱ است. شکل ظاهری این ترکیب، گاز بی‌رنگ است و در گذشته در سیستم‌های خنک‌کننده مانند یخچال و چیلر کاربرد زیادی داشت. فریون گازی بی‌بو است و حتی در صورت ترکیب شدن با رطوبت موجب خوردگی فلزات نمی‌شود؛ همچنین فریون قابل اشتعال نیست.
امروزه به دلیل اثر تخریبی این گاز بر روی لایه ازن کاربرد آن محدود شده است زیرا این گاز با اتم اکسیژن آزاد شده از مولکول اوزون واکنش داده و منجر به تبدیل گاز اوزون به گاز اکسیژن میگردد. در کولرهای گازی از فریون ۲۲ استفاده می‌شود که به علت دارا بودن هیدروژن، اثر تخریبی آن در لایهٔ اوزون به مراتب کمتر از فریون‌های ۱۱ و ۱۲ است. در یخچال‌ها از گاز جدیدی به نام 134A و مبرد هیدروکربن R600 حاصل آن استفاده می‌شود.در کولر اسپلیتهای جدید که اینورتری هستند از گاز r410 که ترکیبی از چند گاز است استفاده می شود.

## نگارخانه

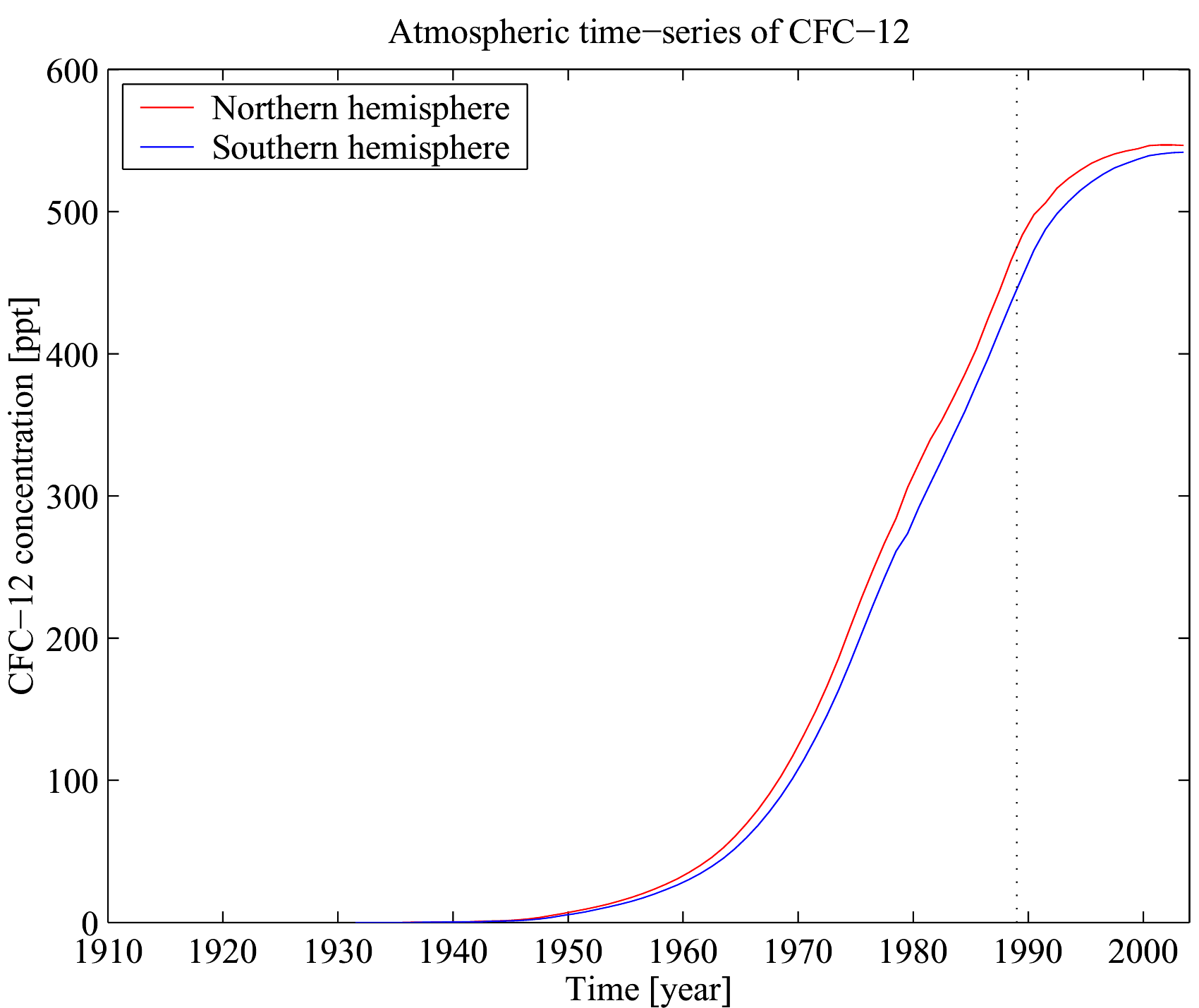
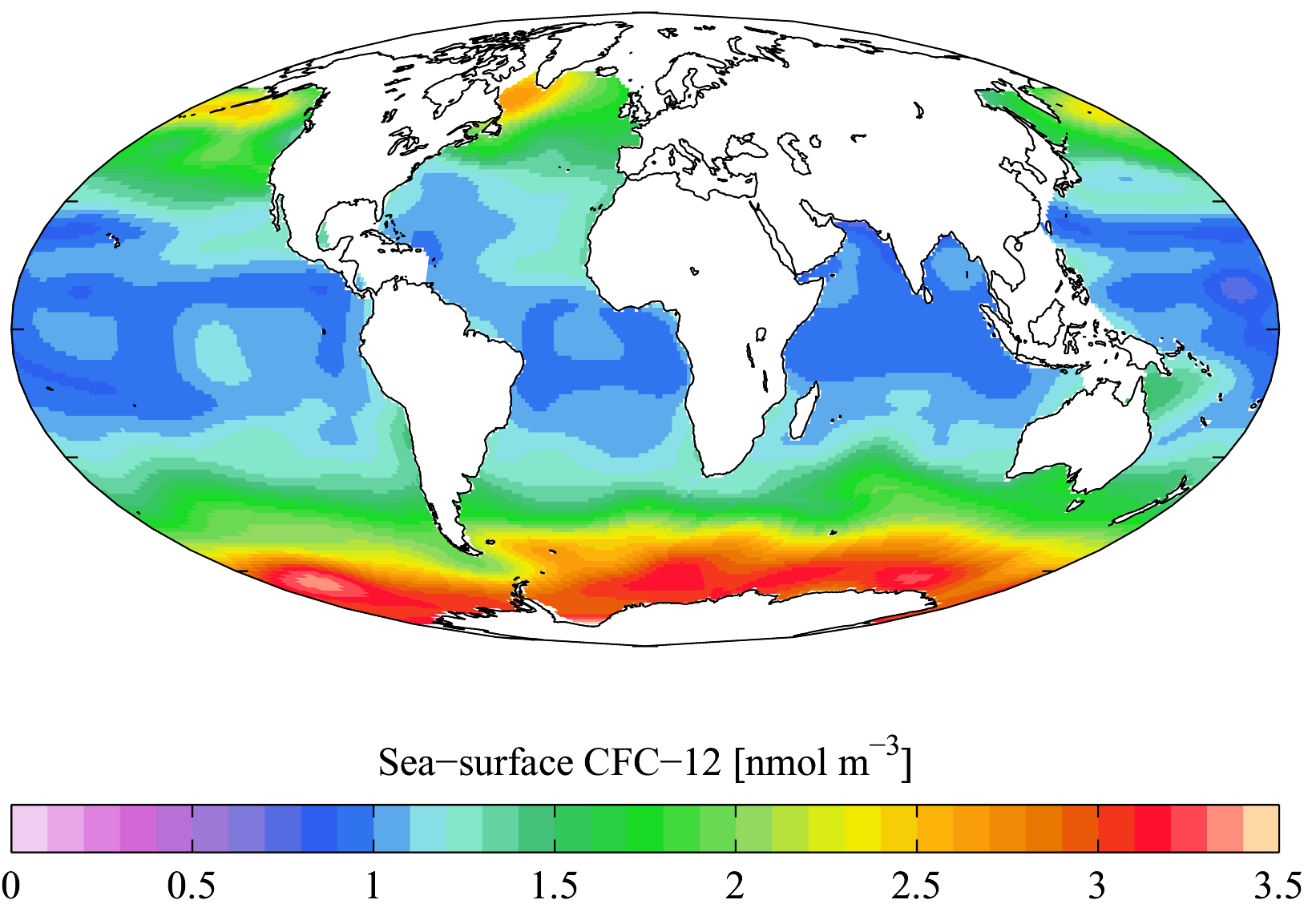
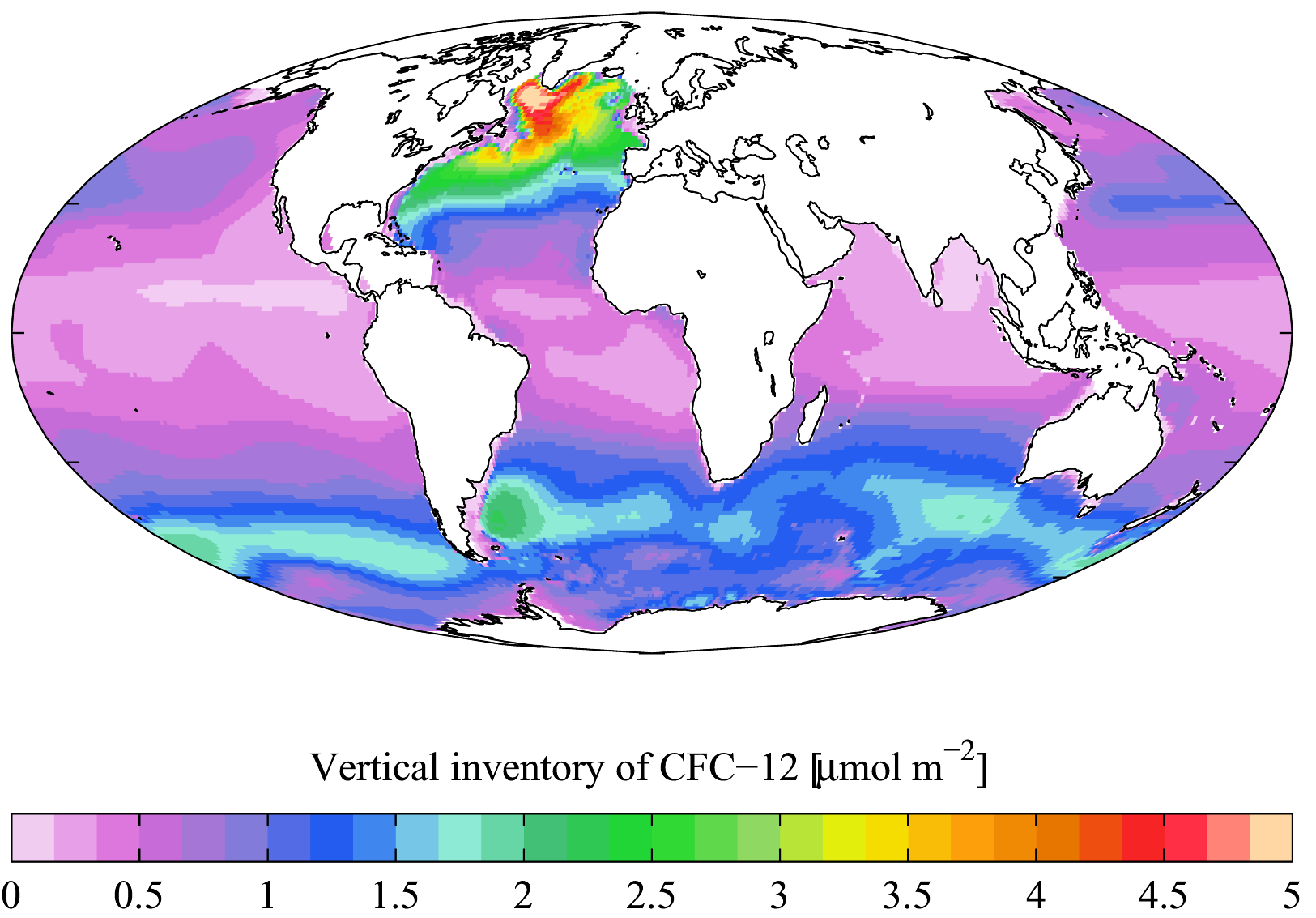
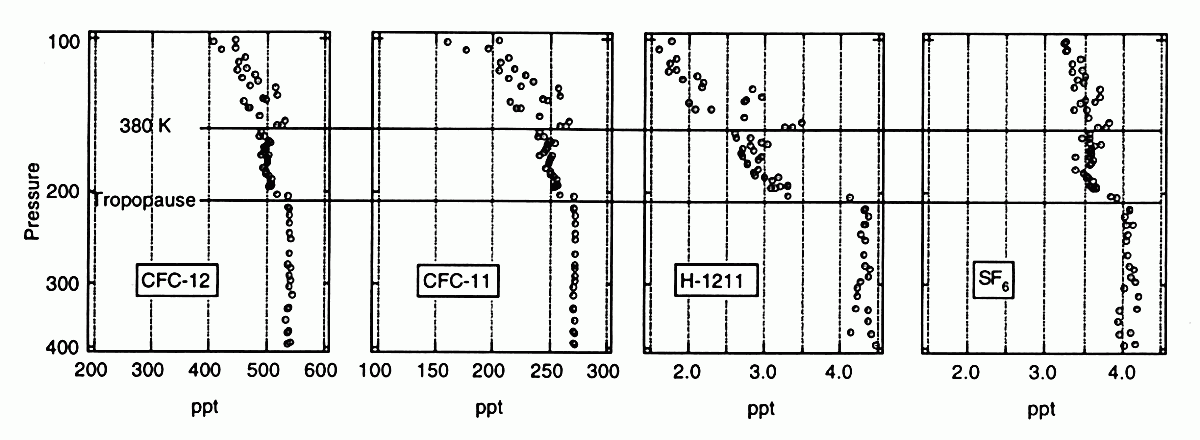